# Duva Boxing
Duva Boxing ist eine US-amerikanische Boxpromotionsfirma mit Sitz in Totowa, New Jersey die unter anderem den ehemaligen WBC Schwergewichtstitelträger  Samuel Peter promotet.

## Dino Duva und die Firma als Promoter
Dino Duva (* 28. August 1958 in Paterson, New Jersey) startete vier Jahre nach dem Tod seines Bruders Dan Duva 1996, dem Chef von Main Events, und einem Zerwürfnis mit seiner Schwägerin Kathy Duva 2000 eine eigene Firma. Er hatte außer der alternden Legende Pernell Whitaker bis zu dessen Karriereende und dem jungen Olympiateilnehmer Sam Peter praktisch keine Stars unter Vertrag. Wie Thomas Hauser auf „Seconds Out“ ausführte litt er zumindest damals an einer schweren Kokainsucht. Der einzige andere Weltklasseboxer von Duva (Stand 2007) neben Peter sind Cruiser Darnell Wilson und Halbweltergewichtler Kenall Holt (Top10 im Ring Magazine).
Ende 2006 kaufte Don King 50 % an Duva Boxing.

### Trainer Lou Duva
„Lou“ Duva (* 28. Mai 1922) ist das legendäre Familienoberhaupt des italo-amerikanischen Clans. Lou, der immer schon als Trainer tätig war und unter anderem für Main Events Evander Holyfield, Meldrick Taylor (etwa in dessen berühmtem ersten Kampf mit J.C.Chávez) und Pernell Whitaker trainierte mischt sich normalerweise nicht in Promotionen ein.